# Argyrogrammana phyton
Argyrogrammana phyton är en fjärilsart som beskrevs av Hans Ferdinand Emil Julius Stichel 1911. Argyrogrammana phyton ingår i släktet Argyrogrammana och familjen Riodinidae. Inga underarter finns listade i Catalogue of Life.